# Iuventas
Iuventas (parola in latino che significa "giovinezza") era una divinità della mitologia romana.
Fu associata alla dea greca Ebe e proteggeva gli adolescenti che le offrivano sacrifici (istituiti dal re Servio Tullio) nel momento in cui, indossando la toga virile, cessavano di essere ragazzi per diventare uomini. Proteggeva inoltre le associazioni giovanili.
Ebbe un culto sul Campidoglio, più tardi inglobato nel tempio di Giove Ottimo Massimo al momento della costruzione di quest'ultimo, alla fine del VI secolo a.C.: secondo il resoconto di Tito Livio erano infatti state interpellate dall'augure Atto Navio le varie divinità che venivano onorate sul Campidoglio per conoscere il loro volere in merito alla cessione del luogo a Giove. Avendo Iuventas rifiutato, le fu conservato un sacello (aedicula) all'interno della cella dedicata a Minerva.
Nel 207 a.C. Marco Livio Salinatore votò un tempio alla Iuventas durante la battaglia del Metauro. I lavori, iniziati mentre rivestiva la carica di censore, furono completati nel 191 a.C. da Gaio Licinio Lucullo (duovir aedis dedicandae) duoviro preposto all'inaugurazione dei templi. La collocazione dell'edificio è riferita in Circo Maximo, ossia presso il Circo Massimo, probabilmente sulle pendici dell'Aventino.
Dopo un incendio nel 16 a.C. il tempio (o forse solo l'edicola nel tempio di Giove Ottimo Massimo) fu ricostruito da Augusto.
Nel poema dei "Fasti" di Ovidio la dea, assimilata con Ebe, figlia di Giove e di Giunone e sposa di Ercole, spiega come il nome del mese di giugno (Iunius) derivi dal suo nome, e non da Iuno (Giunone) o da iungere (unificare).
La dea è raffigurata sul rovescio di un denario del 140 d.C., che commemora l'assunzione della toga virile da parte di Marco Aurelio.